# Jacques van de Beuque
Jacques van de Beuque (Bavay, 1922 — Rio de Janeiro, 2000) foi um artista plástico, designer, arquiteto de exposições e colecionador de arte francês que viajou durante 40 anos pelo Brasil para formar o acervo do maior museu de arte popular do país, o Museu Casa do Pontal, então localizado no Recreio dos Bandeirantes, Rio de Janeiro.
Van de Beuque cursou Belas Artes em Lyon até o início da Segunda Guerra Mundial. Preso, foi enviado para Kiev, na Ucrânia, onde ficou por volta de dois anos. Fugiu da prisão em 1944 e, então, decidiu sair da Europa e vir para o Brasil em 1946, incentivado pelo pintor Candido Portinari.
No Brasil, ficou "fascinado pela arte popular brasileira", montou exposições e reuniu uma coleção com oito mil obras de 200 artistas e de 24 estados brasileiros, o que mostra uma "maravilhosa história de amor ao Brasil", elevando "o artesanato brasileiro à categoria de arte popular brasileira". Com o desenvolvimento do seu trabalho, ele percebeu ser mediador entre diferentes camadas e segmentos sociais.
Para a nora de Van de Beuque e administradora do museu, Ângela Mascelani, o colecionador privilegiou obras que evocam o cotidiano, nem sempre preocupadas com a forma e funcionalidade.
Em 1976, organizou a mostra Arte Popular Brasileira no Museu de Arte Moderna do Rio de Janeiro.